# Gunhamdo
Gunhamdo (hangul 군함도, hanja 軍艦島), estrenada internacionalment com The Battleship Island  és una pel·lícula d'època dramàtica d'acció de Corea del sud del 2017 protagonitzada per Hwang Jung-min, So Ji-sub, Song Joong-ki i Lee Jung-hyun. És una pel·lícula de l'època de l'ocupació japonesa sobre un intent d'evasió de la presó d'un camp de treballs forçats a l'illa d'Hashima.

## Argument
Ambientat durant l'l'ocupació de Corea per part del Japó imperial durant la Segona Guerra Mundial, un grup de més de 400 coreans pateixen durs treballs forçats a l'illa de Hashima i arrisquen la vida per intentar una fuga agosarada.

## Repartiment

### Principal
- Hwang Jung-min com a Lee Kang-ok[4]

Un cap de banda en un hotel de Gyeongseong, que tria portar la seva única filla al Japó per tal de mantenir-la a salvo. Però els envien al camp de treball de Hashima, i allí farà qualsevol cosa que li demani, sempre que pugui protegir la seva filla.
- So Ji-sub com a Choi Chil-sung[4]

El millor lluitador de carrer de Gyeongseong, constantment provoca problemes al camp de treball. Sota el seu exterior aspre i aspre, té un bon cor.
- Song Joong-ki com a Park Moo-youn[5]

Membre del moviment independentista coreà que s'infiltra a l'illa per rescatar un company de lluita per la independència que hi havia captiu.
- Lee Jung-hyun com a Oh Mal-nyeon

Una dona de confort que es trasllada a Hashima després de passar per infinits problemes sota l'ocupació japonesa, però mai perd el seu fort control sobre l'esperança.

### Secundari
- Kim Su-an com a Lee So-hee

filla de Lee Kang-ok. Estava sent capturada pel general japonès a causa dels seus talents per cantar i ballar.
- Kim Bo-yoon com a noia Joseon
- Kwon Han-sol com a noia Joseon
- Ham Sung-min com el grup de Bok-jin
- Lee Geung-young com a Yoon Hak-cheol
- Lee Jung-eun
- Yoon Kyung-ho com a Dauber
- Bae Seung-cheol
- Jang Sung-bum
- Kim Jun-han
- Kim Won-hae
- Kim Ye-eun
- Bae Je-gi
- Kim Dong-young com a jugador.

## Producció
El rodatge va començar el 17 de juny de 2016 a Cheongju, Corea del Sud i va acabar el 20 de desembre de 2016. La pel·lícula reuneix Hwang Jung-min amb Ryoo Seung-wan, que va dirigir la pel·lícula d'èxit del 2015 Veteran protagonitzada per Hwang. La producció va costar unes cinc vegades més que la mitjana d'una pel·lícula produïda localment a causa dels grans decorats realistes. Mentre que l'illa va ser la inspiració per la trama, The Battleship Island no es va rodar al lloc. Els conjunts es van construir a Chuncheon i es van dissenyar per semblar-se a les condicions de la comunitat i les mines de l'illa de Hashima durant la dècada de 1940.

## Estrena
The Battleship Island es va promocionar per primera vegada al European Film Market el febrer de 2017 i després al Festival de Cinema de Canes al maig. Al juny de 2017, s'ha venut a 113 països, inclosos països d'Amèrica del Nord, així com França, Itàlia, Rússia, Turquia, Malàisia, Taiwan, Indonèsia, Japó, Hong Kong, Singapur i Tailàndia. El juny 16, 2017, es va celebrar una conferència de premsa oficial al Museu Nacional de Corea per presentar el pel·lícula.
La pel·lícula ha estat convidada a competir al L Festival Internacional de Cinema Fantàstic de Catalunya de 2017. La pel·lícula es projectarà a la secció Orbita per presentar les pel·lícules més destacades de l'any i homenatjar un títol escollit pel jurat format per públic. Aquesta és la sisena pel·lícula del director Ryoo Seung-wan seleccionada per a una projecció en aquest festival de cinema.

### Projeccions especials
El 25 de juliol de 2017, es va celebrar una preprojecció especial per a diplomàtics estrangers a Corea del Sud.
El 28 de juliol de 2017 es va fer una projecció especial per a funcionaris i diplomàtics de la UNESCO a París a la seu de Metropolitan Filmexport. L'objectiu era donar a conèixer la història oculta de l'illa de Hashima i donar llum sobre les dures condicions laborals i de vida imposades als coreans a la fàbrica subterrània de la mineria de carbó de l'illa durant el govern del Japó a Corea.

### Taquilla
La pel·lícula es va estrenar el 26 de juliol de 2017 a Corea del Sud. Segons el Korean Film Council, The Battleship Island va crear un nou rècord amb 970.516 espectadors a la nit d'estrena. Durant el primer cap de setmana (del 28 al 30 de juliol) des que es va estrenar la pel·lícula, va atreure una audiència de 2,5 milions. Això va donar lloc a uns ingressos de taquilla de 18,57 milions de dòlars a partir de 2.027 pantalles, que representen el 37,1% del total de sales de cinema del país. Va ser la primera vegada al país que una pel·lícula s'havia estrenat a més de 2.000 pantalles, creant controvèrsia sobre el domini de la pantalla per part de conglomerats.
Es van vendre més de 4 milions d'entrades en els primers cinc dies, la qual cosa va guanyar 27,9 milions de dòlars en total i van superar els costos de producció d'aproximadament 21 milions de dòlars.
En la seva segona setmana d'estrena, la pel·lícula va ser superada per l'històric drama d'acció A Taxi Driver. Al final del vuitè dia des que es va estrenar la pel·lícula, s'estava reproduint en 1.108 sales per a un total de 5,18 milions d'espectadors. S'ha superat els 6 milions d'entrades el 12è dia de la seva estrena. A partir del 26 de setembre, o dos mesos després de l'obertura a la taquilla, l'admissió global era 6,58 milions.

## Recepció
The Battleship Island té una puntuació d'aprovació del 67% per part de 15 revisors al lloc web de l'agregador Rotten Tomatoes amb una mitjana ponderada de 4,3/5 i 6,3/10, respectivament. A Metacritic, la pel·lícula té una puntuació de 60 sobre 100 basada en 4 crítics, la qual cosa indica "mixta o ressenyes mitjanes".
The New York Times va assenyalar que la pel·lícula "transmet de manera vívida el dolor d'un trauma de guerra nacional, les cicatrius del qual clarament no s'han curat." Alguns aspectes de la violència i les històries excessivament teatralitzades van ser criticats, els crítics han va elogiar el treball de la càmera i Ryoo pel seu ús efectiu d'un conjunt d'acció a gran escala.

## Premis i nominacions
| Premi                                                     | Categoria                                       | Contenidor            | Resultat  | Ref.          |
| --------------------------------------------------------- | ----------------------------------------------- | --------------------- | --------- | ------------- |
| 1st The Seoul Awards                                      | Millor pel·lícula                               | The Battleship Island | Nominat   | [ 28 ] [ 29 ] |
| 1st The Seoul Awards                                      | Millor actor                                    | Hwang Jung-min        | Nominat   | [ 28 ] [ 29 ] |
| 1st The Seoul Awards                                      | Millor actriu secundària                        | Lee Jung-hyun         | Guanyador | [ 28 ] [ 29 ] |
| 1st The Seoul Awards                                      | Premi especial d'actuació                       | Kim Su-an             | Guanyador | [ 28 ] [ 29 ] |
| L Festival Internacional de Cinema Fantàstic de Catalunya | Premi Òrbita Fantàstic                          | The Battleship Island | Guanyador | [ 30 ]        |
| 26na Buil Film Awards                                     | Millor actriu secundària                        | Kim Su-an             | Guanyador | [ 31 ]        |
| 26na Buil Film Awards                                     | Millor direcció artística                       | Lee Hwo-kyoung        | Guanyador | [ 31 ]        |
| 37ns Premis de l'Associació Coreana de Crítics de Cinema  | Premi Tècnic (direcció d'art)                   | Lee Hwo-kyoung        | Guanyador | [ 32 ]        |
| 37ns Premis de l'Associació Coreana de Crítics de Cinema  | Top 10 Films                                    | The Battleship Island | Guanyador | [ 32 ]        |
| 38ns Blue Dragon Film Awards                              | Millor actriu secundparia                       | Lee Jung-hyun         | Nominat   | [ 33 ]        |
| 38ns Blue Dragon Film Awards                              | Millor fotografia i il·luminació                | The Battleship Island | Nominat   | [ 33 ]        |
| 38ns Blue Dragon Film Awards                              | Millor direcció artística                       | The Battleship Island | Guanyador | [ 33 ]        |
| 38ns Blue Dragon Film Awards                              | Millor Assoliment Tècnic - Efectes Visuals      | The Battleship Island | Nominat   | [ 33 ]        |
| 38ns Blue Dragon Film Awards                              | Premi Estrella Popular                          | Kim Su-an             | Guanyador | [ 33 ]        |
| 25ns Premis de Cultura i Entreteniment de Corea           | Premi a l'excel·lència màxima, actor de cinema  | Lee Geung-young       | Guanyador | [ 34 ]        |
| 25ns Premis de Cultura i Entreteniment de Corea           | Premi a l'excel·lència màxima, actriu de cinema | Lee Jung-hyun         | Guanyador | [ 34 ]        |
| 6th The Night of Stars-Korea Top Star Awards              | La millor estrella de Corea (pel·lícula)        | Lee Jung-hyun         | Guanyador |               |
| 6th The Night of Stars-Korea Top Star Awards              | Estrella Popular (pel·lícula)                   | Kim Su-an             | Guanyador |               |
| 23ns Chunsa Film Art Awards                               | Millor director                                 | Ryoo Seung-wan        | Nominat   | [ 35 ]        |
| 23ns Chunsa Film Art Awards                               | Millor actriu secundària                        | Lee Jung-hyun         | Nominat   | [ 35 ]        |
| 23ns Chunsa Film Art Awards                               | Millor actriu secundària                        | Kim Su-an             | Nominat   | [ 35 ]        |
| 23ns Chunsa Film Art Awards                               | Technical Award                                 | N/D                   | Nominat   | [ 35 ]        |
| 54nsh Baeksang Arts Awards                                | Premi tècnic (pel·Lícula)                       | Lee Hwo-kyoung        | Nominat   |               |

## Exactitud històrica
Els mitjans conservadors japonesos, com el diari Sankei Shimbun, van atacar la pel·lícula acusant-la de distorsionar la veritat històrica. En resposta, el director Ryoo Seung-wan va dir que "la pel·lícula és una ficció basada en fets" basada en registres històrics, així com en testimonis de primera mà dels supervivents sobre la seva manca de pagaments i el seu tractament abusiu, i les condicions de treball que provoquen la mort de treballadors per malalties, desnutrició i accidents. L'escriptor i director va dir que la pel·lícula no va ser feta per avivar el nacionalisme coreà o el sentiment antijaponès sinó per mostrar "com la guerra pot convertir l'home en un monstre".
Irònicament, a Corea del Sud, es va criticar que la pel·lícula reflectia una visió colonialista "[projaponesa]" de la història (식민사관) perquè reduïa els crims de guerra a entreteniment cinematogràfic, i posava èmfasi en els actes de traïció comesos pels coreans en nom de el govern colonial japonès.

### Revisionisme històric japonès
En la seva sol·licitud a la UNESCO per a Patrimoni de la Humanitat per a l'illa Hashima, el Japó va reconèixer que s'hi van utilitzar treballs forçats coreans i xinesos durant la Segona Guerra Mundial. El reconeixement, que només es va fer després que Corea del Sud es va oposar a la oferta, va declarar "un gran nombre[s] de coreans i altres […] van ser portats contra la seva voluntat i obligats a treballar en condicions dures a la dècada de 1940 en alguns dels llocs [inclosa l'illa de Hashima]". Tanmateix, una vegada que l'illa Hashima va ser aprovada com a Patrimoni de la Humanitat de la UNESCO el juliol de 2015, els japonesos van tornar a blanquejar la història. Dos mesos més tard, Fumio Kishida, aleshores ministre d'Afers Exteriors japonès, va contradir el reconeixement anterior que s'utilitzaven treballadors forçats a Hashima dient que "[obligat a treballar en condicions dures] pel representant del govern japonès no significa treball forçat". Tot i que el Comitè del Patrimoni Mundial de la UNESCO va estipular que un mecanisme de seguiment per mesurar el grau en què es recorden les víctimes de l'illa de Hashima seria un requisit previ per a l'adjudicació de l'oferta, el lloc web oficial de turisme i el programa de viatges de l'illa, gestionat per la ciutat de Nagasaki, no esmenta els treballadors forçats i actualment no fa cap esforç per complir amb el requisit de la UNESCO.